# Scrophularia mandarinorum
Scrophularia mandarinorum är en flenörtsväxtart som beskrevs av Adrien René Franchet. Scrophularia mandarinorum ingår i släktet flenörter, och familjen flenörtsväxter. Inga underarter finns listade i Catalogue of Life.